# Paul Ifill
Paul Everton Ifill (Brighton, 20 settembre 1979) è un ex calciatore inglese naturalizzato barbadiano, di ruolo attaccante.

## Carriera

### Club
Dopo aver giocato nelle giovanili del Watford e del Saltdean United, dal 1998 al 2005 gioca al Millwall. Nel 2005 si trasferisce allo Sheffield United. Dopo due stagioni, nel 2007 viene acquistato dal Crystal Palace. Nel 2009 si trasferisce al Wellington Phoenix, in cui milita fino al 2015. Nel 2015, dopo una breve esperienza al Wairarapa United, si trasferisce all'Hawke's Bay United. Nel 2016 si trasferisce al Tasman United.

### Nazionale
Dal 2004 al 2008 ha collezionato 10 partite e 6 gol con la nazionale barbadiana.

## Palmarès

### Club

#### Competizioni nazionali
- Second Division: 1

Millwall: 2000-2001